# Davinópolis (Goiás)
Davinópolis is een gemeente in de Braziliaanse deelstaat Goiás. De gemeente telt 2.075 inwoners (schatting 2009).